# Михайлов Андрій Михайлович
Андрій Михайлович Михайлов (нар. 7 травня 1982, Київ, УРСР) — український футболіст, виступав на позиції воротаря.

## Кар'єра гравця
Вихованець академії київського «Динамо». У юнацьких чемпіонатах України (ДЮФЛУ) виступав за київські клуби ЦСКА та АТЕК. Дорослу футбольну кар'єру розпочав 15 травня 1999 року в третій команді київського «Динамо». Влітку 2003 року став гравцем кіровоградської «Зірки», в складі якої 16 квітня 2004 року дебютував у Вищій лізі. Потім виступав у клубах «Борисфен» (Бориспіль), «Інтер» (Баку), «Кривбас» (Кривий Ріг) та «Дніпро» (Черкаси). У 2010 році завершив кар'єру гравця в дублі ужгородського «Закарпаття».

## Особисте життя
Син відомого динамівського воротаря Михайла Михайлова, має також сестру Дарію.

## Досягнення
- Перша ліга чемпіонату України
  -  Чемпіон (1): 2001
  -  Бронзовий призер (1): 2003